# Pseudobagrus ransonnettii
Pseudobagrus ransonnettii är en fiskart som beskrevs av Steindachner, 1887. Pseudobagrus ransonnettii ingår i släktet Pseudobagrus och familjen Bagridae. Inga underarter finns listade i Catalogue of Life.